# Квіткоїд однобарвний
Квіткоїд однобарвний (Dicaeum concolor) — вид горобцеподібних птахів родини квіткоїдових (Dicaeidae).

## Поширення
Ендемік Індії. Поширений у горах Західні Гати та на нагір'ї Нілгірі на південному заході країни. Мешкає у тропічних вологих лісах.

## Опис
Невеликий птах завдовжки близько 9 см і без істотних відмінностей між самцями та самицями. Його верхні частини сірувато-коричневі, а нижні білуваті. Його лоб і надбрівна смужка також білуваті.

## Спосіб життя
Осілий птах лісів та узлісся, а також прилеглих до лісу культурних районів та окремих гаїв, часто в гірських районах. Харчується переважно нектаром та фруктами. Сезон розмноження триває з січня по квітень, можливий другий виводок у період з травня по червень. Два-три яйця відкладаються у гніздо у формі мішка, яке підвішене до гілок дерева або чагарника.